# Rafinesquia
Rafinesquia es un género de plantas con flores perteneciente a la familia  Asteraceae, son nativos del oeste de EE. UU. y México.

## Etimología
El género fue nombrado en honor de Constantine Samuel Rafinesque por el botánico  Thomas Nuttall en 1841.

## Especies
- Rafinesquia californica Nutt.
- Rafinesquia neomexicana A.Gray